# Juan Pablo Cafiero
Juan Pablo "Juampi" Cafiero (San Isidro, Buenos Aires; 9 de julio de 1953) es un político argentino. Fue diputado nacional, ministro de Desarrollo Social de la Nación, ministro de Justicia y Seguridad de la Provincia de Buenos Aires. En 2008 fue designado embajador argentino ante la Santa Sede, cargo en el que se desempeñó hasta el 2014, en el que asume el nuevo embajador Eduardo Valdés. Fue diputado nacional entre 1989 y 2001.

## Biografía
Juan Pablo Cafiero fue el cuarto de los diez hijos que tuvo el histórico dirigente peronista Antonio Cafiero (1922-2014). El político y economista Mario Cafiero fue uno de sus hermanos. Juan Pablo está casado y tiene cuatro hijos, siendo uno de ellos el político Santiago Cafiero.
En su juventud, Juan Pablo Cafiero militó en la Juventud Peronista y presidió el Partido Justicialista de San Isidro.
En 1989 fue elegido diputado nacional. En 1990 integró el Grupo de los 8, que opuestos a las políticas neoliberales del presidente Carlos Menem, se separaron del PJ para dar origen al Frente Grande y luego al FREPASO y La Alianza.
En marzo de 2001 fue designado ministro de Desarrollo Social por el presidente Fernando de la Rúa, en reemplazo del contador público Pedro Makon, quien se desempeñaba como interino tras la salida de Graciela Fernández Meijide, quien se vio envuelta en un caso de supuesta corrupción por haber designado a su cuñado, Ángel Tonietto, como interventor en el PAMI quien benefició a geriátricos propiedad de la hermana de Meijide.  Cafiero renunciaría en octubre de ese mismo año.
En 2003 adhirió a la corriente kirchnerista que encarnó el presidente Néstor Kirchner y fue designado ministro de Justicia y Seguridad de la provincia de Buenos Aires, bajo la gobernación de Felipe Solá.
En diciembre de 2007, Cristina Fernández de Kirchner y el Senado de la Nación designaron a Alberto Iribarne como embajador ante la Santa Sede, pero el mismo no fue aceptado por la Santa Sede dando a entender que la razón se debía a la condición de persona divorciada del embajador. El gobierno argentino cuestionó extraoficialmente la no concesión del plácet, argumentando que la Iglesia Católica carece de derecho imponer requisitos personales a los embajadores. Iribarne anunció en cambio que estaría dispuesto a renunciar a su postulación para mejorar las relaciones diplomáticas de Argentina con la Santa Sede.
El 20 de septiembre de 2008, Cafiero fue designado como embajador argentino por el gobierno nacional para fortalecer la relación, pero debía esperar la aprobación del Vaticano. En diálogo con radio La Red y Radio 10 manifestó:

"Para representar al Estado argentino tiene que ser una persona íntegra y estar con la política del gobierno que lo está designando, ése es mi caso y eso es lo sustantivo. Las otras cosas pueden obedecer a usos y costumbres, pero de ninguna manera la Argentina, como país soberano, puede aceptar ningún tipo de condicionamiento"
Juan Pablo Cafiero

Finalmente, luego de varios meses sin embajador, el 22 de octubre de 2008, la presidenta Cristina Fernández de Kirchner con acuerdo del Senado, designó en el cargo a Cafiero, cuyo plácet fue inmediatamente aprobado por la Santa Sede.